# Bruyères-sur-Fère
Bruyères-sur-Fère ist eine französische Gemeinde mit 195 Einwohnern (Stand: 1. Januar 2022) im Département Aisne in der Region Hauts-de-France (frühere Region: Picardie). Sie gehört zum Arrondissement Château-Thierry und zum Kanton Fère-en-Tardenois. Die Einwohner werden als Bruyérois bezeichnet.

## Geographie
Die rund 20 Kilometer nördlich von Château-Thierry und sechs Kilometer westlich von Fère-en-Tardenois gelegene Gemeinde liegt überwiegend südlich des Ourcq. Sie umfasst die Häusergruppen Trugny, Le Moulin, Val Chrétien mit den Ruinen der gleichnamigen Prämonstratenserabtei, Corbeny und Givray im Tal der Ourcq sowie den namensgebenden Ort und Le Coq hardi. Durch die Gemeinde verläuft die Bahnstrecke von La Ferté-Milon nach Bazoches-et-Saint-Thibaut, die dort auf die Strecke von Soissons nach Reims trifft.

## Geschichte
Im Ortsgebiet wurden in Trugny Grabstätten gefunden, die bis in die La-Tène-Zeit zurückreichen.

### Bevölkerungsentwicklung
| Jahr                       | 1962 | 1968 | 1975 | 1982 | 1990 | 1999 | 2008 | 2015 |
| Einwohner                  | 249  | 233  | 224  | 184  | 213  | 217  | 208  | 182  |
| Quellen: Cassini und INSEE |      |      |      |      |      |      |      |      |

## Sehenswürdigkeiten
- Ruinen der im Ersten Weltkrieg weitgehend zerstörten Prämonstratenserabtei Val-Chrétien, 1928 als Monument historique[1] eingetragen.
- Kirche Saint-Rémy, 1921 als Monument historique[2] klassifiziert.
- Schloss von Givray aus dem 16. Jahrhundert, 1928 als Monument historique[3] eingetragen.
- Felsen von La hottée du Diable.

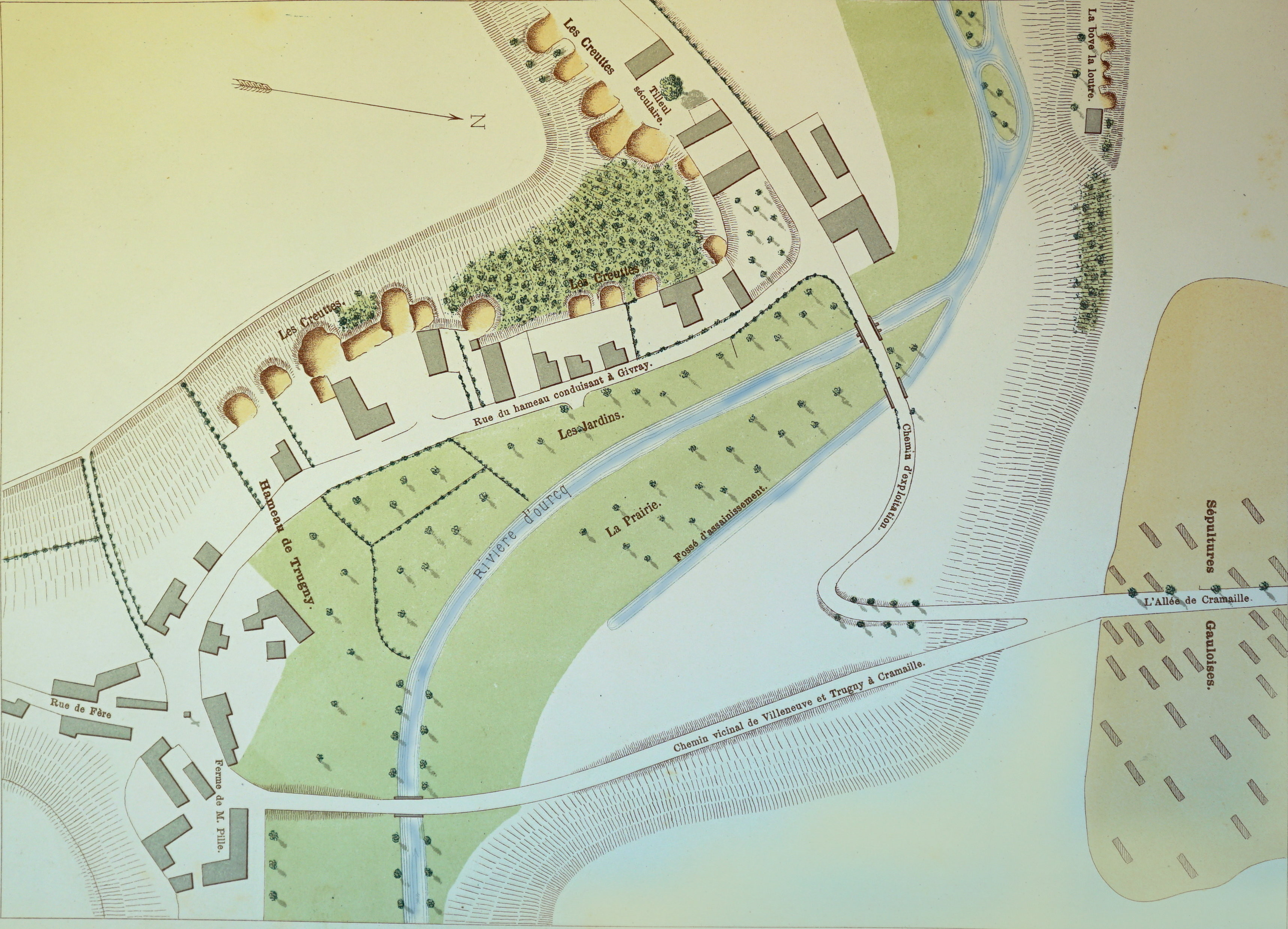
Lage der keltischen Gräber
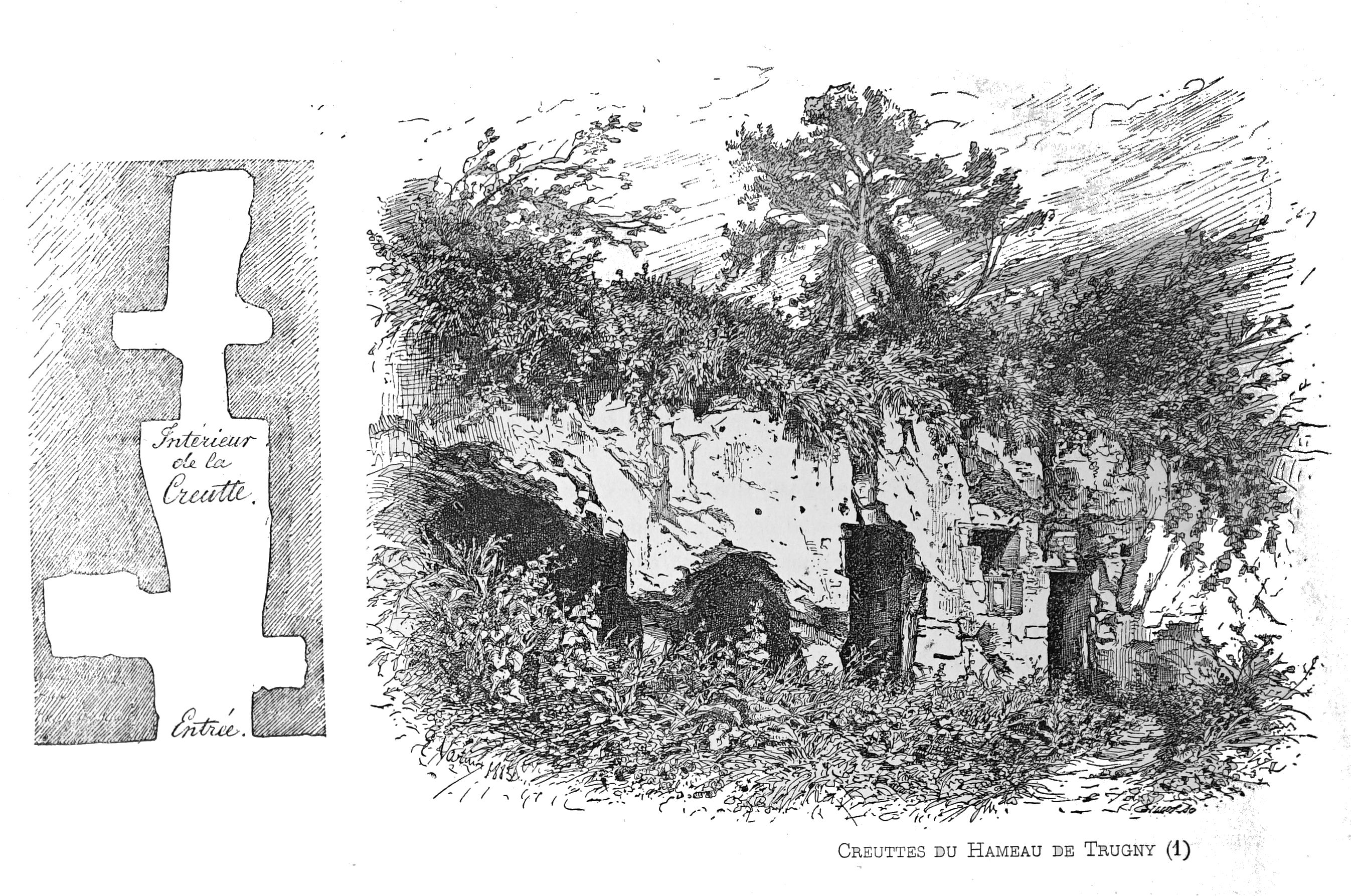
Detail der Gräber
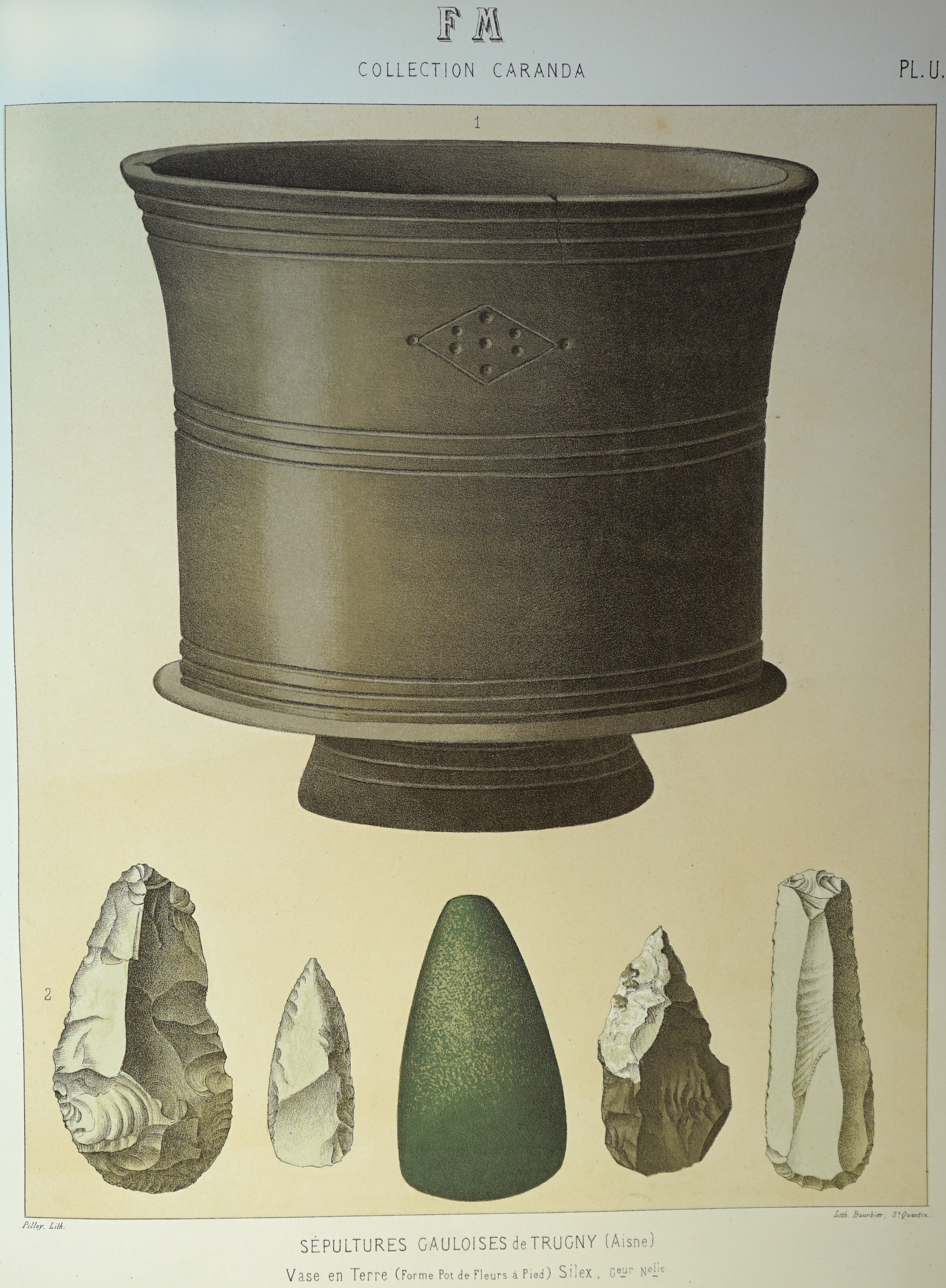
Grabungsfunde
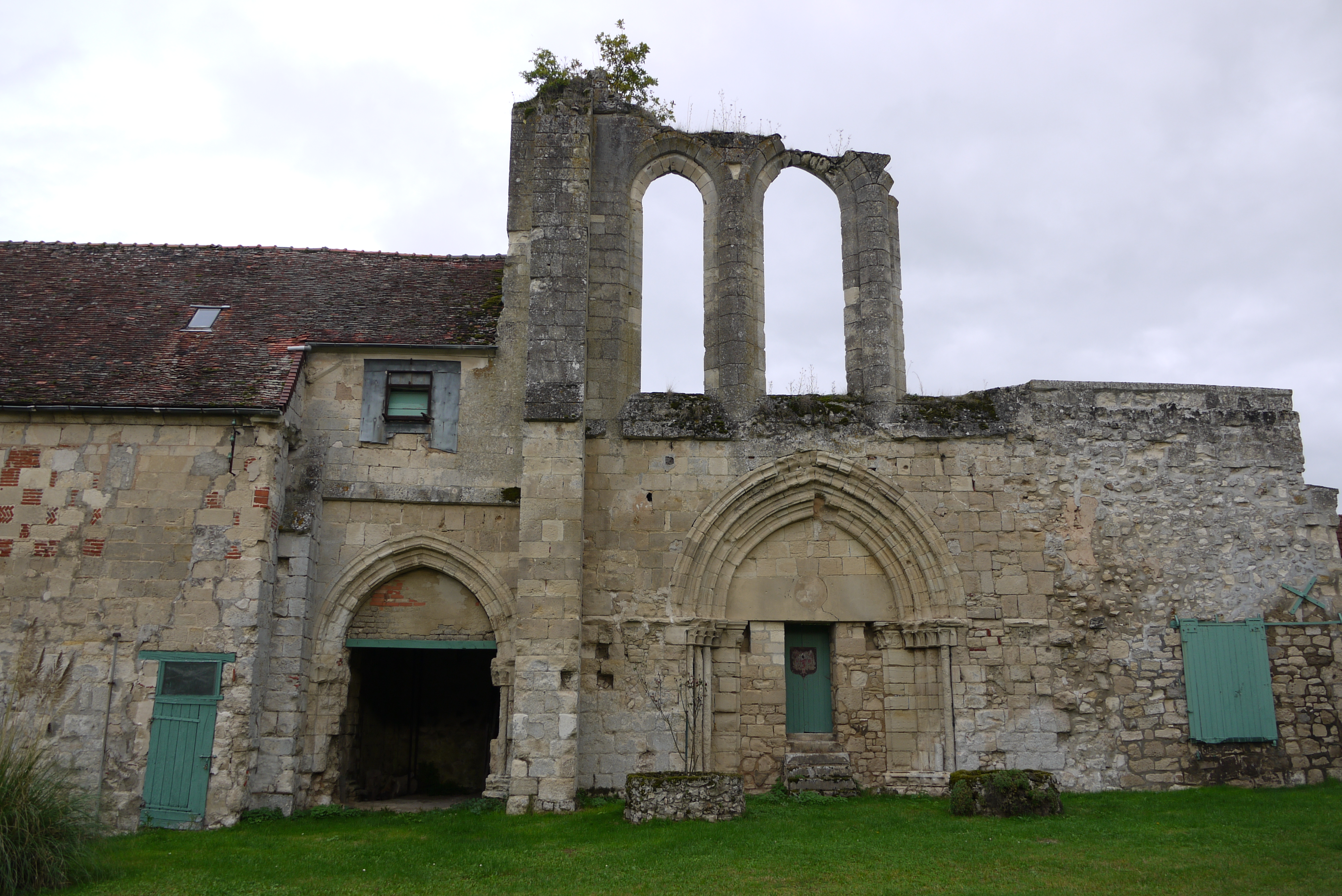
Ruinen der Prämonstratenserabtei Val-Chrétien
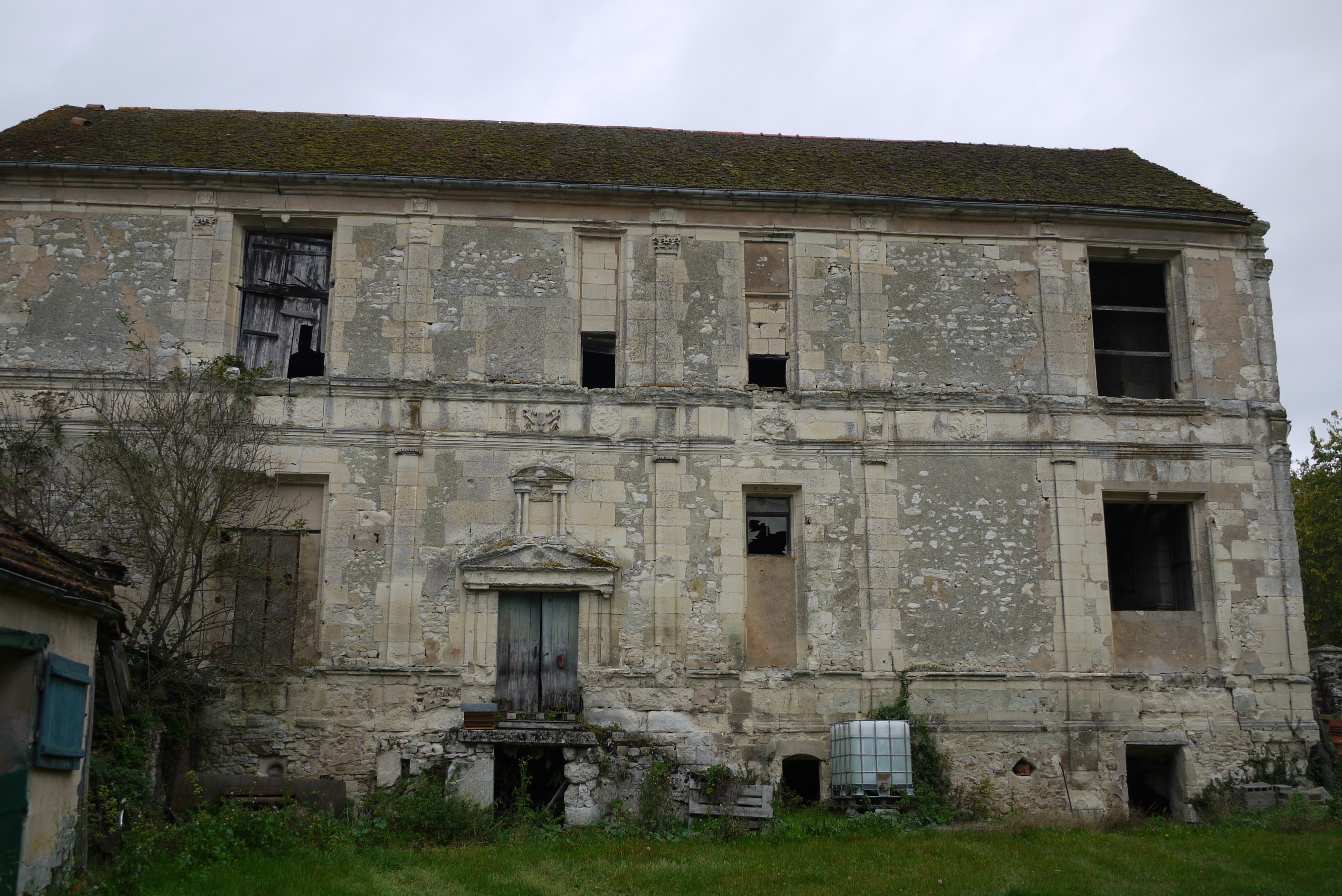
Château de Givray